# Jessie Reyez
Jessica Reyez (Toronto, 13 de juny de 1991), coneguda artísticament com a Jessie Reyez, és una cantant i compositora canadenca d'ascendència colombiana. El seu senzill Figures, publicat al 2016, va arribar al lloc 76 en la llista Canadian Hot 100 el 2017.

## Primers anys
Reyez va néixer a Toronto, Ontario, després que la seva família es mudés a Brampton. Va aprendre a tocar la guitarra quan era petita i va començar a escriure la seva pròpia música a l'institut. La seva família i ella es van mudar de nou a Toronto durant el seu segon any d'institut i, després de graduar-se, va decidir no anar a la universitat per a dedicar-se a la música. Reyez es va mudar a Florida, on es va guanyar la vida com a cambrera i tocant música a la platja. El 2014 va tornar a Toronto, després de ser acceptada en el programa The Remix Project's Academy of Recording Arts.

## Carrera
El 2014, Reyez i King Louie van llançar un senzill conjunt titulat Living in the Sky. Al 2016, va publicar els seus temes Shutter Island i Figures. Aquest últim es va estrenar al canal de ràdio Beats 1 i va aconseguir el lloc 74 en la llista de hits Billboard Canadian Hot 100.
A l'abril de 2017, Reyez va publicar el seu EP debut Kiddo i el seu curtmetratge Gatekeeper. Va rebre dues nominacions dels iHeartRadio Much Music Vídeo Awards, a les categories de Millor Artista Revelació Canadenca i Vídeo Preferit dels Fans, per Shutter Island. Reyez va actuar als Bet Awards de 2017, interpretant el seu tema Figures, el 25 de juny de 2017 i en El Show de Jimmy Fallon el 8 d'agost del mateix any.
Al setembre de 2017 va publicar la seva col·laboració amb Calvis Harris, Hard to Love.

## Premis i nomenaments
| Any  | Premi                               | Categoria                          | Treball        | Resultat |
| ---- | ----------------------------------- | ---------------------------------- | -------------- | -------- |
| 2017 | iHeartRadio Much Music Vídeo Awards | Millor Artista Revelació Canadenca | Herself        |          |
| 2017 | iHeartRadio Much Music Vídeo Awards | Vídeo Preferit dels Fans           | Shutter Island |          |

## Discografia

### Singles
| Títol       | Any  | Posicions en llistes de hits | Àlbum    |
| Títol       | Any  | CA                           | Àlbum    |
| ----------- | ---- | ---------------------------- | -------- |
| ''Figures'' | 2016 | 74                           | Kiddo EP |
|             |      |                              |          |

### Àlbums
| Títol                       | Detalls de joc estès                                                          |
| --------------------------- | ----------------------------------------------------------------------------- |
| Kiddo (EP)                  | - Publicat: 21 d'abril de 2017 - Signatura: FMLY - Format: descàrrega Digital |
| Being human in public (EP)  | - Publicat: agost del 2018 - Signatura: FMLY - Format: descàrrega digital     |
| Before love came to kill us | - Publicat: març del 2020 - Signatura: FMLY - Format: descàrrega digital      |
| YESSIE                      | - Publicat: setembre del 2022 - Signatura: FMLY - Format: descàrrega digital  |

### Col·laboracions
| Títol              | Any                  | Un altre artista(s) | Àlbum                       |  |
| ------------------ | -------------------- | ------------------- | --------------------------- |  |
| Hard to Love       | Funk Wav Bota Vol. 1 |                     |                             |  |
| Un Vuelo A La      | Romeo Santos         | Golden              |                             |  |
| Promises           | 2018                 | Calvin Harris       |                             |  |
| Good Guy, Nice Guy | 2018                 | Eminem              | Kamikaze                    |  |
| Repeat             | 2018                 | Allan Rayman        |                             |  |
| Broken             | 2018                 | They                |                             |  |
| Rush               | 2018                 | Lewis Capaldi       |                             |  |
| Ocean (remix)      | 2019                 | Karol G             | Ocean                       |  |
| Healing            | 2019                 | SonReal             |                             |  |
| Feels Like Home    | 2019                 | Bea Miller          |                             |  |
| Feel It Too        | 2019                 | Tainy, Tory Lanez   |                             |  |
| Hechicera          | 2020                 | Carlos Vives        | Cumbiana                    |  |
| Love You F*ck You  | 2020                 | Lil Wayne           | Funeral (Deluxe)            |  |
| Coffin             | 2020                 | Eminem              | before love came to kill us |  |
| Lo intenté todo    | 2020                 | Reik                |                             |  |